# Актогай (Абайская область)
Актогай (каз. Ақтоғай) — посёлок в Аягозском районе Абайской области Казахстана. Административный центр и единственный населённый пункт Актогайской поселковой администрации. Код КАТО — 633441100. Крупный железнодорожный узел на линии Туркестано-Сибирской магистрали.

## Физико-географическая характеристика
Актогай расположен в Балхаш-Алакольской низменности, в непосредственной близости от озера Балхаш. Около посёлка в озеро Балхаш впадает река Аягоз.
Климат резко континентальный, лето жаркое — до 40 °C, зима суровая — до −40 °C. Расстояние до районного центра — города Аягоз — 100 километров, до областного центра — города Семей — 479 километров, до столицы — города Астана — 1250 километров.
В 22 км к востоку от Актогая, в Аягозском районе Абайской области обнаружено Актогайское медное месторождение, по запасам меди занимающее 4-е место в мире. В связи с этим в Актогае в 2011 году был запущен Актогайский горно-обогатительный комбинат компании «Казахмыс» (с 2014 года — «KAZ Minerals»). В сообщении отмечается, что приблизительные затраты на разработку месторождения составляют порядка $1,5—2 млрд, ожидаемый объём производства меди в концентрате — около 100 тыс. тонн в год.

## История
Село было основано в 1929 году.
Указом Президиума Верховного Совета Казахской ССР от 1 июля 1957 года Актогай отнесён к категории рабочих посёлков.
В 1954 году СССР и Китайская Народная Республика заключили соглашение о создании железной дороги Ланьчжоу—Урумчи—Алма-Ата. Уже в 1959 году на участке Актогай—Дружба (Достык) начали ходить первые поезда. Однако впоследствии отношения с Китаем ухудшились, и перегон Достык—Алашанькоу был построен лишь в 1990 году.
Но понимая важность Дальнего Востока и Казахстана для России и сложившуюся к тому времени международную обстановку, когда дело доходило до пограничных конфликтов (стычек) с Китайской Народной Республикой, достаточно вспомнить бои за остров Даманский на Дальнем Востоке, бои у Джунгарских ворот в Южном Казахстане, Правительство СССР и партия приняли решение и издали постановление ЦК КПСС и Совета Министров СССР от 23 октября 1970 года № 878-301 «О строительстве и реконструкции приграничных автомобильных дорог в районах Восточной Сибири, Дальнего Востока и Средней Азии». В соответствии с ним были созданы четыре отдельные дорожно-строительные бригады, в Главном военно-строительном управлении Министерства обороны СССР, Вооружённых Сил СССР, которые были размещены и приступили в 1970 году к строительству и реконструкции дорог Иркутск—Чита (ныне Байкал) и Актогай—Дружба.
Финансирование строительства и реконструкции автомобильных дорог осуществлялось за счёт капитальных вложений, выделяемых централизованно, один раз в год, на эти цели Советом Министров СССР.
Формирование бригад 11-батальонного состава, с численностью около 5000 человек личного состава в каждой, было поручено заместителю министра обороны по строительству и расквартированию войск и главкам военно-строительного комплекса Министерства обороны СССР.
146-ю отдельную дорожно-строительную бригаду в 1970 году формировало Главное управление специального строительства МО СССР и направило её на строительство автодороги Актогай—Учарал—Бесколь—Коктума—Дружба, протяжённостью 373,5 км. Помимо дорожного строительства личный состав 146 ОДСБР принимал участие в обустройстве и строительстве населённых пунктов в зоне строительства автодороги, в частности и Актогая. Строительство автодороги было завершено в 1977 году.
В 1985 году Актогай был также соединён железной дорогой со станцией Саяк, что соединило Турксиб с центральным Казахстаном, и открыло прямую железнодорожную трассу Достык—Актогай—Саяк—Балхаш—Мойынты.
В посёлке имеются предприятия железнодорожного транспорта.

## Население
В 1999 году население посёлка составляло 5031 человек (2458 мужчин и 2573 женщины). По данным переписи 2009 года в посёлке проживал 6251 человек (3178 мужчин и 3073 женщины).

## Палеогенетика
У образца из среднего-позднего бронзового века Казахстана (Aktogai_MLBA) I4773 (1618—1513 гг. до н. э.) определили реликтовую Y-хромосомную гаплогруппу R1a2~-YP4141>R1a2b~YP4132 (ISOGG 2018 и ISOGG 2019-2020) и митохондриальную гаплогруппу U5a1a2a. У образца I4264 (1691—1528 гг. до н. э.) определили митохондриальную гаплогруппу T1a1. У образца I4265 (1640—1527 гг. до н. э.) определили Y-хромосомную гаплогруппу R1a1a1b2 и митохондриальную гаплогруппу N1a1a1. У образца I4774 (1615—1509 гг. до н. э.) определили Y-хромосомную гаплогруппу R1a1a1b и митохондриальную гаплогруппу J1c5a. У образца I10140 (1400-1200год до н. э.) определили Y-хромосомную гаплогруппу R-Z93 (R1a) и митохондриальную гаплогруппу U4a1..